# Liste der Naturdenkmale in Waldachtal
| Naturdenkmale | Anzahl |
| ------------- | ------ |
| FND           | 0      |
| END           | 19     |
| Gesamt        | 19     |

Die Liste der Naturdenkmale in Waldachtal nennt die verordneten Naturdenkmale (ND) der im baden-württembergischen Landkreis Freudenstadt liegenden Gemeinde Waldachtal. In Waldachtal gibt es insgesamt 19 als Naturdenkmal geschützte Objekte, keines ist ein flächenhaftes Naturdenkmal (FND), alle sind Einzelgebilde-Naturdenkmale (END).
Stand: 1. November 2016.

## Einzelgebilde (END)
| Name                         | Bild | Kennung     | Einzelheiten | Position | Fläche Hektar | Datum         |
| ---------------------------- | ---- | ----------- | ------------ | -------- | ------------- | ------------- |
| 1 Mostbirne (Zwillingsstamm) | BW   | 82370740015 | Waldachtal   | ⊙        | 0,0           | 15. Okt. 1992 |
| 1 Nußbaum                    | BW   | 82370740010 | Waldachtal   | ⊙        | 0,0           | 15. Okt. 1992 |
| 1 Rotbuche                   | BW   | 82370740021 | Waldachtal   | ⊙        | 0,0           | 15. Okt. 1992 |
| 1 Stieleiche                 | BW   | 82370740002 | Waldachtal   | ⊙        | 0,0           | 15. Okt. 1992 |
| 1 Stieleiche                 | BW   | 82370740003 | Waldachtal   | ⊙        | 0,0           | 15. Okt. 1992 |
| 1 Stieleiche                 | BW   | 82370740005 | Waldachtal   | ⊙        | 0,0           | 15. Okt. 1992 |
| 1 Winterlinde                | BW   | 82370740001 | Waldachtal   | ⊙        | 0,0           | 15. Okt. 1992 |
| 1 Winterlinde                | BW   | 82370740004 | Waldachtal   | ⊙        | 0,0           | 15. Okt. 1992 |
| 1 Winterlinde                | BW   | 82370740006 | Waldachtal   | ⊙        | 0,0           | 15. Okt. 1992 |
| 1 Winterlinde                | BW   | 82370740007 | Waldachtal   | ⊙        | 0,0           | 15. Okt. 1992 |
| 1 Winterlinde                | BW   | 82370740011 | Waldachtal   | ⊙        | 0,0           | 15. Okt. 1992 |
| 1 Winterlinde                |      | 82370740012 | Waldachtal   | ⊙        | 0,0           | 15. Okt. 1992 |
| 1 Winterlinde                | BW   | 82370740013 | Waldachtal   | ⊙        | 0,0           | 15. Okt. 1992 |
| 1 Winterlinde                | BW   | 82370740014 | Waldachtal   | ⊙        | 0,0           | 15. Okt. 1992 |
| 1 Winterlinde                | BW   | 82370740017 | Waldachtal   | ⊙        | 0,0           | 15. Okt. 1992 |
| 2 Sommerlinden               | BW   | 82370740019 | Waldachtal   | ⊙        | 0,0           | 15. Okt. 1992 |
| 2 Winterlinden               | BW   | 82370740008 | Waldachtal   | ⊙        | 0,0           | 15. Okt. 1992 |
| 2 Winterlinden               | BW   | 82370740020 | Waldachtal   | ⊙        | 0,0           | 15. Okt. 1992 |
| 4 Winterlinden               | BW   | 82370740018 | Waldachtal   | ⊙        | 0,0           | 15. Okt. 1992 |
| Legende für Naturdenkmal     |      |             |              |          |               |               |